# Асмарал Москва
«Асмара́л» — бывший советский и российский футбольный клуб из Москвы. Один из основателей Чемпионата России по футболу.

## История
В августе 1990 года иракским предпринимателем Хусамом Аль-Халиди на базе команды футбольной школы «Красная Пресня» (принадлежавшей московскому «Спартаку») и при одноименном стадионе создаётся клуб «Асмарал». Название клуба соответствовало названию совместного советско-британского предприятия «Асмарал», принадлежащего Аль-Халиди, и было сложено из первых букв имён его дочерей Асиль, Мариам и сына Алана. В 1991 году тренером был назначен Константин Бесков, и клуб завоевал право выступать в первой лиге. Однако, благодаря распаду СССР, «Асмарал» попал сразу в высшую лигу нового чемпионата России. По окончании сезона клуб занял 7-е место, наивысшее в истории клуба. Затем в игре начался длительный спад, который журналисты связывают с недостаточностью финансирования команды вследствие разорения предпринимателя. «Асмарал» за несколько лет скатился во вторую лигу, а затем и вовсе выбыл из профессиональной лиги. Отыграв сезон-1999 в Первенстве КФК, команда прекратила существование.
У «Асмарала» имелся дублирующий состав (в 1991—1992 годах — «Пресня», в 1993—1995 годах — «Асмарал»-дубль), который выступал во второй низшей союзной лиге (1991), второй (1992—1993) и третьей (1994—1995) российских лигах.
В 2003 году клуб «Асмарал» был официально объявлен банкротом.

## Статистика выступлений в чемпионатах и кубках России
| Год  | Соревнование    | Соревнование           | Место    | И  | В  | Н | П  | Мячи  | Кубок  | Кубок                          | Примечания                                                                     |
| Год  | Лига/дивизион   | Зона                   | Место    | И  | В  | Н | П  | Мячи  | Стадия | Последний соперник             | Примечания                                                                     |
| ---- | --------------- | ---------------------- | -------- | -- | -- | - | -- | ----- | ------ | ------------------------------ | ------------------------------------------------------------------------------ |
| 1992 | Высшая лига     | 1-й этап, группа «Б»   | 7 из 20  | 18 | 11 | 4 | 3  | 34-21 | 1/16   | Светотехника 1:2 (г)           | 2-е место из 10                                                                |
| 1992 | Высшая лига     | 2-й этап, за 1—8 места | 7 из 20  | 14 | 3  | 3 | 8  | 17-36 | 1/16   | Светотехника 1:2 (г)           | 7-е место из 8 (приведены показатели 2-го этапа*)                              |
| 1992 | Высшая лига     | Итого                  | 7 из 20  | 26 | 12 | 5 | 9  | 46-49 | 1/16   | Светотехника 1:2 (г)           | * На 2-м этапе учитывались показатели матчей 1-го этапа с командами группы «Б» |
| 1993 |                 |                        | 18 из 18 | 34 | 7  | 6 | 21 | 28-53 | 1/8    | ЦСКА 1:2 (д)                   | Вылет в первую лигу                                                            |
| 1994 | Первая лига     | Первая лига            | 10 из 22 | 42 | 17 | 8 | 17 | 57-55 | 1/32   | Спартак (Щёлково) 1:3 (г)      |                                                                                |
| 1995 | Первая лига     | Первая лига            | 22 из 22 | 42 | 8  | 4 | 30 | 35-98 | 1/16   | Спартак (Москва) 0:3 (–:+) (д) | Вылет во вторую лигу                                                           |
| 1996 | Вторая лига     | Центр                  | 21 из 22 | 42 | 8  | 4 | 30 | 33-92 | —      | —                              | Вылет в Третью лигу                                                            |
| 1997 | Третья лига     | 3                      | 15 из 21 | 40 | 14 | 3 | 23 | 50-77 | 1/128  | Арсенал (Тула) 3:4 (д)         | Реорганизация первенства. Переход во второй дивизион                           |
| 1998 | Второй дивизион | Центр                  | 21 из 21 | 40 | 9  | 4 | 27 | 42-75 | 1/32   | Металлург (Липецк) 0:4 (г)     | Исключение из ПФЛ                                                              |
| 1999 | Первенство КФК  | Москва                 | 5 из 18  | 34 | 21 | 1 | 12 | 75-39 | —      | —                              | Ликвидация «Асмарала»                                                          |

## Болельщики
У «Асмарала» одним из первых в России появились ультрас. Долгое время они не имели названия. Однако, незадолго до вылета «Асмарала» из Высшей лиги оно появилось - Asmaral Agressors. Прозвище «агрессоры» со временем перешло и на клуб.

### Цвета
| Синий | Оранжевый | Белый |

### Гимн
Пришли другие времена,
Взошли другие имена.
И среди них, как ветра шквал
Возникло имя «Асмарал».
И словно в стужу, вдруг тепло
К нам с этим именем пришло.
И всех, кто верит в «Асмарал»
Он в круг друзей своих позвал.

Припев (x2):
«Асмарал» — надежды звезда.
Пусть не гаснет твой свет никогда.
Ждёт тебя побед пьедестал, «Асмарал», «Асмарал», «Асмарал»!

Сегодня лёгких нет путей,
Ты выбираешь потрудней.
Тебе по нраву, «Асмарал»,
Любой борьбы, любой накал.
Мы верим, твой настанет час,
Мы верим, что ещё не раз
Оваций яростный обвал
Услышит гордый «Асмарал».
Припев (x2)
— Гимн ФК «Асмарал»

## Тренеры
- Владимир Григорьевич Федотов — 1990, 1991
- Константин Иванович Бесков — 1991—1992
- Николай Урузмакович Худиев — 1993
- Валентин Козьмич Иванов — 1994 (до августа)
- Владимир Алексеевич Михайлов — 1994 (с августа)—1997

## Известные игроки
- /  Юрий Гаврилов
- /  Глеб Панфёров
- /  Денис Клюев
- Сергей Семак
- Виталий Сафронов
- Александр Точилин

## Интересные факты
- «Асмарал» — первый в СССР, а затем в России, частный футбольный клуб[10].
- «Асмарал» – первый в России футбольный клуб, в котором была введена система штрафов и премиальных[11]
- Это первый футбольный клуб в мире, президентом которого была женщина[11].
- «Асмарал» — первый российский футбольный клуб, который провёл сборы за границей (в 1992 году, на Кипре)[11].
- Первая победа «Асмарала» в высшей лиге была одержана над петербургским «Зенитом» (4:2)[11], а матч второго круга того же сезона 1992 года с тем же соперником является самым результативным матчем в чемпионатах России («Асмарал» выиграл со счётом 8:3 — забито 11 мячей, повторение результата произошло в 2020 году в матче «Сочи» — «Ростов» — 10:1)[12].
- В матче против «Ростсельмаша», впервые в истории чемпионата России, с поля был удален вратарь. Это был вратарь «Асмарала» Алексей Шиянов. (Оказалось, что у «Асмарала» нет запасного вратаря, т.к второй вратарь завершил карьеру из-за травмы. Интересно то, что для следующей игры был куплен литовский вратарь, отыграв 90 мин. на поле, он вернулся в Литву и больше не появлялся в клубе.)[11]
- В 1993 году РФС признал контракты всех игроков «Асмарала» недействительными. Так клуб лишился всех своих игроков за 1 день[10].
- «Асмаралом» было открыто печатное издание (газета) «Футбол-Экспресс»[13].